# صومعة كبودين
صومعة كبودين هي قرية في مقاطعة ميانة، إيران. عدد سكان هذه القرية هو 209 في سنة 2006.